# Negeta ochrichalceaarcuata
Negeta ochrichalceaarcuata is een vlinder uit de familie visstaartjes (Nolidae). De wetenschappelijke naam van deze soort is voor het eerst geldig gepubliceerd in 1916 door Gaede.
De soort komt voor in tropisch Afrika.